# 何傲芝
何傲芝（Gigi Ho，1984年4月9日—），前香港無綫電視女藝人及主持。現任香港馬評人。

## 家庭
何傲芝之父何世根，是貿易商人，曾參與養馬團體「多彩團體」成為香港馬主，名下馬匹包括「多謝」、「多采多彩」；其胞妹何傲兒曾於2007年參加香港小姐競選，並獲得「旅遊大使獎」，2013年，與胞妹先後成為《星夢傳奇》參賽者。

## 簡歷
何傲芝小學及中學就讀於九龍塘瑪利諾修院學校。
2004年何傲芝在就讀預科期間，參加由商業電台及亞洲電視合辦的「馬壇廣播新人王」比賽；雖然她於比賽中躋身五強，但是並無取得獎項。比賽後正式踏入馬圈，擔任亞洲電視賽馬節目主持，曾主持賽馬預測節目穩操勝券，亦兼任馬經專欄作家。2008年，她為香港賽馬會屬下網站myHKJC撰寫網誌。
2009年何傲芝加入無綫電視成為合約女藝員，擔任資訊節目東張西望主持人。其後已經離開。

## 影視作品

### 電視劇（無綫電視）

#### 2010年
- 依家有喜 飾 Susan（第1、44、54、65集）

#### 2012年
- 東西宮略 飾 晏嬌

### 電視節目（無綫電視）
- 東張西望 主持

### 電影
- 2015年 十月初五的月光

## 資料來源
1. ↑  . 大公報. 2007-02-05  [2009-07-09]. （原始内容存档于2009-07-15） （中文）.
2. ↑  香港築跡 第7集 - 小學建築 （页面存档备份，存于） 無綫電視 2010年8月16日
3. ↑  .   [2010-08-16]. （原始内容存档于2010-04-20）.
4. ↑  馬壇廣播新人王決賽五強產生 （页面存档备份，存于） 香港賽馬會，2004年9月14日

## 外部連結
- 何傲芝的新浪微博